# محمد المقتفي لأمر الله
أمِيرُ اَلْمُؤْمِنِين وَخَلِيفَةُ المُسْلِمِين أبُو عَبدِ الله مُحَمَّد المُقْتَفي لأمر الله بن أحمَد المُسْتَظْهِر بن عَبد الله المُقْتَدي بن مُحَمَّد ذخيرةُ الدين بن عَبدُ الله القائم اَلْعَبَّاسِي اَلْهَاشِمِيِّ اَلْقُرَشِيِّ (489 - الثَّانِي من ربيع الأوَّل 555 هـ / 1096 - الثَّاني عَشَر من مارس 1160 م)، المعرُوف اختصارًا باسم المُقْتَفي أو المُقْتَفي لأمر الله، هو الخليفة الحادي والثَّلاثُون من خُلفاء بَني العبَّاس.
بويع المُقْتَفي بالخلافة في ثامن ذي الحجة سنة 530هـ. (7 سبتمبر 1136)، استمر بالخلافة إلى أن توفي ثاني ربيع الأول سنة 555هـ. (12 مارس سنة 1160). ولقب بالمقتفي لأنه
رأى في المنام رسول الله ﷺ وهو يقول له سيصل هذا الأمر إليك فاقتفي لأمر الله
صادر السلطان (مسعود) جميع ما في دار الخلافة إلا أن المقتفي كان حليما شجاعا ظل يعمل سرا إلي أن مات مسعود فجند الجند وسيطر على أمور الخلافة وأعاد الأقاليم لإمرته وقاد الجيوش المظفرة وانتصر على أعدائه واشتدت شوكته وعظم سلطانه وأمر ونهى ولم ترد له راية هذا كلة كلام الشيخ جلال الدين السيوطي إلى أن توفي وهو في هيبة وعلو.

## نسبه ومولده
هو أبو عبد الله محمد المقتفي لأمر الله بن المستظهر بالله أحمد ابن المقتدي بالله ابن الذخيرة محمد ابن القائم بأمر الله عبد الله الهاشمي، العباسي، البغدادي. ولد المقتفي لأمر الله في ربيع الأول 489هـ الموافق مارس 1096م، من أم حبشية تدعى نسيم وقيل عذار وتلقب بست السادة.

## خلافته
بويع المتقي لأمر الله بالخلافة بعد خلع الراشد بيومين وخطب له في المنابر يوم الجمعة تاريخ 20 ذو القعدة سنة 530هـ الموافق 26 أغسطس 1136م، وله من العمر أربعين عام، وقيل أنه بويع في يوم السبت تاريخ 16 ذو القعدة 530هـ الموافق 22 أغسطس 1136م، وقبل هذا التاريخ بستة أيام رأى النبي محمد في منامه وهو يقول له: «ستلي هذا الأمر، فاقتفي بي»، وقيل أنه قال له: «سيصل هذا الأمر إليك فاقتف لأمر الله»، لهذا السبب لقب بالمقتفي لأمر الله، استمرت خلافته أربع وعشرين سنة وثلاثة أشهر وستة عشر يومًا، وقيل خمسة وعشرين سنة.

## قالوا عنه
قال ابن السمعاني في المقتفي لأمر الله :كان محمود السيرة، مشكور الدولة، يرجع إلى دين وعقل وفضل ورأي وسياسة. جدد معالم الإمامة، ومهد رسوم الخلافة، وباشر الأمور بنفسة، وغزا غير مرة، وامتدت أيامه
ويقول أبو طالب عبد الرحمن بن محمد بن عبد السميع الهاشمي: كانت أيام المقتفي نضرة بالعدل (مليئة بالعدل) زاهرة بفعل الخيرات وكان على قدم من العبادة قبل أفضاء الأمر إليه، وكان في أول الأمر متشاغلا بالدين ونسخ العلوم وقراءة القران الكريم، ولم ير مع سماحته ولين جانبة ورأفته بعد المعتصم خليفة في مثل شهامته وصرامته وشجاعته ما خص به من زهده وورعه وعبادته، ولم تزل جيوشه منصورة حيث توجهت.

## وفاته
توفي المقتفي بأمر الله في يوم الجمعة تاريخ 2 ربيع الأول 555هـ الموافق 16 مارس 1160م، بسبب مرضه بعلة التراقي، وقيل بدمل في عنقه، وكان عمره لما توفي 66 سنة إلا 28 يومًا.

## روابط خارجية
- محمد المقتفي لأمر الله على موقع الموسوعة البريطانية (الإنجليزية)